# Bernice Liu
Pour les articles homonymes, voir Liu.
 (avril 2013).
Si vous disposez d'ouvrages ou d'articles de référence ou si vous connaissez des sites web de qualité traitant du thème abordé ici, merci de compléter l'article en donnant les références utiles à sa vérifiabilité et en les liant à la section « Notes et références ».
Bernice Jan Liu (chinois traditionnel : 廖碧兒 ; chinois simplifié : 廖碧儿 ; pinyin : Liao Bì'ér), est une chanteuse et actrice canadienne née le 6 janvier 1979. Elle a été précédemment Miss Chinese Vancouver 2000 ainsi que Miss Chinese International 2001.

## Biographie

### Débuts
Elle fréquente l'école primaire Pineridge et Prince Rupert Secondary School. Après avoir été diplômé de l'école secondaire, elle déménage à Vancouver pour rentrer à l'Université de la Colombie-Britannique mais Bernice Liu ne termine pas son diplôme de commerce. Ses deux parents parlaient le cantonais, elle avait une connaissance limitée de la langue cantonaise.
Elle participe ensuite à Miss Chinese International de Hong Kong et remportera la couronne avec le titre de "Miss Photogenic". Peu de temps après, Bernice Liu a obtenu un contrat de la société d'une compagnie de diffusion télévisuelle de Hong Kong, TVB. Par la suite, elle signe le contrat avec le soutien de son père, qui était prêt à renoncer à travailler à Vancouver pour aider sa fille à développer sa carrière à Hong Kong.

## Filmographie
- 2002 : My Wife Is 18 : Mlle Lee
- 2003 : My Dream Girl : Winnie
- 2004 : Heat Team : Macy
- 2009 : The King of Fighters :  Vice
- 2010 : Bad Blood : Audrey
- 2010 : 72 Tenants of Prosperity
- 2010 : The Legend is Born - Ip Man :  Yumi Kitano
- 2010 : Perfect Wedding : Mimi

## Télévision
- 2001 - 2003 : Virtues of Harmony : Princess Sam-tin / Kung Yan-so / Tin-sam
- 2002 : Golden Faith : Alice Yiu Si-lai (Épisodes 16–18)
- 2003 : Survivor's Law : Jessica Chiang Si-ka
- 2003 - 2004 : Virtues of Harmony II : Joey Wong Yee
- 2004 : Supreme Fate :  Yau Man-yi
- 2005 : Love Bond : Kei Mei-lai
- 2005 : Healing Hands III : Betsy Tsang Suk-kei
- 2005 : Into Thin Air : Man Tai-bo
- 2007 : The Brink of Law : Tsui Wing
- 2007 : Best Selling Secrets : Caméo (Épisode 18)
- 2007 : Devil's Disciples : Pak-tong Chi-lung
- 2007 : Steps : Samantha Lee Sam-ying
- 2007 : Survivor's Law II : Jessica Chiang Si-ka (Caméo (Épisode 2)
- 2008 : Wasabi Mon Amour : Ally Ko Yau-lai / Yim Lei
- 2008 : When a Dog Loves a Cat : Kit Man Chi-kei
- 2010 : The Mysteries of Love : Nickole Ling Man-ka
- 2010 - 2011 : Show Me the Happy :  Cherry Lui Ying-hung
- 2010 - 2011 : Home Troopers : « Kam » Tung Kam-po
- 2012 : Mystery in the Palace
- 2012 : The Greatness of a Hero : Dik Ching-luen
- 2013 :  The Slicing of the Demon : Fok Sin-yiu
- 2013 :  Sheng Yan : Du Ningxiao
- 2013 :  Fantasy Love Song 201314 : TBA
- 2013 :  Earth God and Earth Grandmother